# Paul Leonard-Morgan
Christopher Paul Leonard-Morgan, född 1974 i Skottland, är en skotsk kompositör som har bland annat komponerat musiken till serien Ur varselklotet med Philip Glass.

## Diskografi

### Film
- 2007 – Popcorn
- 2011 – Limitless
- 2012 – Dredd
- 2013 – The Numbers Station
- 2013 – Walking with Dinosaurs
- 2019 – The Tomorrow Man

### TV
- 2004–2005 – The Brief
- 2006 – Galápagos
- 2006–2011 – Spooks
- 2008 – A History of Scotland
- 2012 – How to Grow a Planet
- 2012 – Falcón
- 2012–2016 – Murder
- 2015–2016 – Limitless
- 2016–2019 – The Grand Tour
- 2017 – Wormwood
- 2017 – Dynasty
- 2020 – Ur varselklotet (med Philip Glass)

### Datorspel
- 2015 – Battlefield Hardline
- 2017 – Warhammer 40,000: Dawn of War III
- 2020 – Cyberpunk 2077